# Ralph Pans
Raphael Joseph Jean Marie (Ralph) Pans (Maastricht, 2 januari 1952) is een Nederlands lid van de Raad van State en oud-politicus van de Partij van de Arbeid.

## Levensloop
Pans studeerde staats- en bestuursrecht aan de Rijksuniversiteit Groningen.
Sinds 1 maart 2013 is hij Staatsraad. Eerder was hij voorzitter van de VNG-directieraad, secretaris-generaal van het ministerie van Verkeer en Waterstaat, burgemeester van achtereenvolgens Rosmalen en Almere, locoburgemeester van Zaanstad en juridisch medewerker bij de Wiardi Beckman Stichting.
Samen met Aleid Wolfsen (ook PvdA-lid) was hij kandidaat voor het burgemeesterschap van Utrecht. Op 10 oktober 2007 mochten de inwoners van Utrecht hun voorkeur uitspreken door middel van een referendum. Pans kreeg circa 22% van de stemmen, maar omdat minder dan 10% van de stemgerechtigden een stem had uitgebracht, was het referendum ongeldig. Naar aanleiding van dit debacle schreef Pans het boek De slag om de Domstad, dat op 7 januari 2008 werd gepresenteerd. De presentatie viel samen met het burgemeestersreferendum in Eindhoven - waar ook twee PvdA'ers streden om het burgemeesterschap - en werd daarom niet erg gewaardeerd door de waarnemend burgemeester van Eindhoven Gerrit Braks.
Ralph Pans is gehuwd en heeft drie dochters.